# あおぞらストライプ
『あおぞらストライプ』は、2013年8月30日にアストロノーツ・スピカより発売された18禁恋愛アドベンチャーゲーム。

## 登場人物

### メイン
岡崎 真也 （おかざき しんや）
学生時代にアルバイトで大悟の料理の腕に惚れ込み『dens.（デンス）』 で見習い中の青年。
沢渡 琴音 （さわたり ことね）
声 - 御苑生メイ
鶴野 皐月 （つるの さつき）
声 - 鈴谷まや
支倉 美里 （はせくら みさと）
声 - 小倉結衣
水谷 さくら （みずたに さくら）
声 - 桃也みなみ
水谷 すみれ （みずたに すみれ）
声 - 新堂真弓
さくらの双子の妹。
沢渡 杏子 （さわたり きょうこ）
声 - 如月葵
『マリンハウス・アクア』 を経営している女性。
刑部 真尋 （おさかべ まひろ）
声 - ももぞの薫

## スタッフ
- 原画・キャラクターデザイン - ピロ水、茜屋（SD原画）
- シナリオ - すまっしゅぱんだ、龍岳来、玉沢円、来夢みんと